# All Around
All Around – pierwszy album Oli Trzaski, wydany 11 stycznia 2014 roku, nominowany do nagrody Fryderyk 2015 w kategorii Jazzowy Fonograficzny Debiut Roku

## Lista utworów
1. So You're Saying
2. Maki
3. Wind
4. Only You
5. Dla Siebie
6. Maybe You Will Feel The Same
7. Nobody
8. All Around

## Skład
- wokal/flet – Ola Trzaska
- trąbka/flugelhorn – Łukasz Korybalski
- puzon – Michał Tomaszczyk
- instrumenty klawiszowe – Marcin Piękos
- kontrabas/gitara basowa – Andrzej Święs
- perkusja – Sebastian Kuchczyński

## Informacje dodatkowe
- kompozycje i teksty – Ola Trzaska
- Mix – Mateusz Sołtysik
- Mastering – Jacek Gawłowski

## Singel
- All Around (2014)[3]